# Alif Yusof
Alif Yusof (* 19. Januar 1991), mit vollständigem Namen Mohd Alif bin Mohd Yusof, ist ein malaysischer Fußballspieler.

## Karriere
Alif Yusof stand von 2011 bis 2016 bei Johor Darul Ta'zim II FC unter Vertrag. Der Verein aus Johor Bahru spielte in der ersten Liga, der Malaysia Super League. 2017 wechselte er zum Ligakonkurrenten FELDA United nach Jengka. Zum Ende der Saison musste der Verein in die zweite Liga zwangsabsteigen. Ein Jahr später stieg der Verein als Meister der Malaysia Premier League wieder in die erste Liga auf. Anfang 2019 unterschrieb er einen Vertrag beim ebenfalls in der ersten Liga spielenden Kedah FA. Mit dem Klub aus Alor Star gewann er 2019 den Malaysia FA Cup. Das Finale gegen Perak FA gewann man mit 1:0. Das Finale im Malaysia Cup verlor man mit 3:0 gegen Johor Darul Ta’zim FC. 2020 feierte er mit Kedah die Vizemeisterschaft. Ende 2020 wurde sein Vertrag nicht verlängert. Für Kedah absolvierte er 13 Erstligaspiele.
Seit dem 1. Januar 2021 ist Yusof vertrags- und vereinslos.

## Erfolge
FELDA United
- Malaysia Premier League: 2018  ▲

Kedah FA
- Malaysia FA Cup: 2019
- Malaysia Cup: 2019 (Finalist)
- Malaysia Super League: 2020 (Vizemeister)